# Carl Johan Thyselius
Carl Johan Thyselius (Österhaninge, 8 de Junho de 1811 — Estocolmo, 11 de Janeiro de 1891) foi um político da Suécia. Ocupou o lugar de primeiro-ministro da Suécia de 13 de Junho de 1883 a 16 de Maio de 1884.